# Brňov (železniční zastávka)
Brňov je železniční zastávka, která se nachází v západní části vesnice Brňov, která je součástí města Valašské Meziříčí. Leží v km 29,615 elektrizované dvoukolejné železniční trati Hranice na Moravě – Púchov mezi stanicemi Valašské Meziříčí a Jablůnka.

## Historie
Zastávka byla dána do provozu 1. října 1893, tedy osm let po zprovoznění trati, na které zastávka leží. Při svém vzniku byla zastávka pojmenována Brniow, od roku 1918 pak nese název Brňov. Výjimkou byly pouze roky 1939-1945, kdy se používalo německo-české označení Bernau / Brňov. V roce 1937 byla trať a tedy i zastávka zdvoukolejněna.

## Popis zastávky

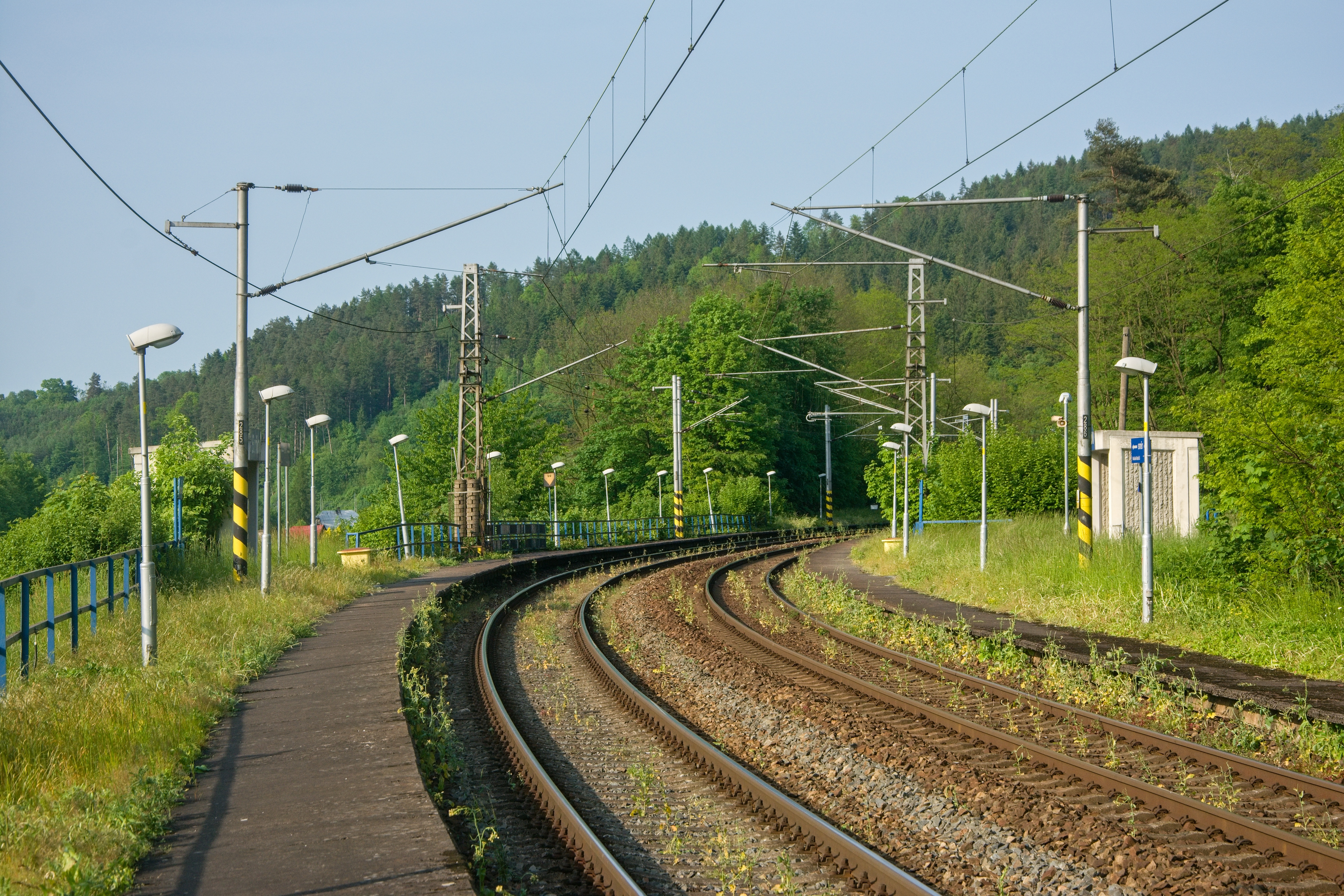
Celkový pohled na zastávku

Zastávkou procházejí dvě traťové koleje, u kterých jsou zřízena vnější nástupiště z betonových panelů, obě o délce 240 m a s výškou nástupní hrany 300 mm nad temenem kolejnice. Nástupiště jsou propojena podjezdem pod tratí a přístupovými chodníky. Přístup na nástupiště není bezbariérový. Cestujícím slouží přístřešky. Osvětlení nástupiště je ovládáno fotobuňkou a časovým spínačem.